# Thomas Rohregger
Thomas Rohregger, född 23 december 1982 i Innsbruck, är en tidigare professionell tävlingscyklist från Österrike. Han blev professionell med Elk Haus-Simplon inför säsongen 2005 och tävlade senare för bland andra UCI ProTour-stallet Team Milram.
Rohreggers största framgång var segern i Österrike runt 2008.
 Han avslutade sin tävlingskarriär år 2013.

## Början
Som amatörcyklist tävlade Thomas Rohregger för det österrikiska stallet Hervis Copyright, som bytte namn till Hervis Apo Sport inför säsongen 2004. Han tävlade för Hervis-stallet mellan 2003 och 2004. Under säsongen 2003 slutade han trea i det österrikiska loppet Grafenbach bakom Martin Fischerlehner och Harald Morscher.

## Karriär
Thomas Rohregger bytte stall till Elk Haus-Simplon inför säsongen 2005. Under säsongen 2006 slutade Rohregger tvåa i nationsmästerskapens tempolopp bakom Peter Lüttenberger. Några dagar senare slutade han tvåa i Hill Climb Championship bakom Christian Pfannberger. Under året slutade han på tredje plats på Grand Prix Waidhofen an der Ybbs bakom Georg Totschnig och Gerhard Trampusch.
I linjeloppet under nationsmästerskapen slutade den unga österrikaren på tredje plats bakom Christian Pfannberger och Markus Eibegger. Rohregger vann etapp 3 av Österrike runt framför Pfannberger och Jure Golcer. Senare under tävlingen stod det klart att Rohregger hade slutat tvåa i loppet bakom belgaren Stijn Devolder. Han tog ytterligare en seger när han vann ett Grand Prix i Gmünd framför Bernhard Eisel och Werner Riebenbauer. Gerrit Glomser och Bernhard Kohl slutade i augustimånad framför Thomas Rohregger i Grand Prix Waidhofen an der Ybbs.
Under säsongen 2008 vann Thomas Rohregger Österrike runt framför Vladimir Gusev och Ruslan Pidgornij. Under tävlingen slutade han också på andra plats på etapp 2 bakom Chris Anker Sørensen och på tredje plats på etapp 3 bakom Pidgornij och Robert Gesink. Rohregger slutade tvåa i Grand Prix Waidhofen an der Ybbs och Gmünd bakom Bernhard Kohl. Senare under säsongen blev det känt att Bernhard Kohl hade varit dopad under stora delar av sin karriär och han blev avstängd. I augustimånad deltog Thomas Rohregger i linjeloppet under de Olympiska sommarspelen 2008 i Peking., Han slutade på en 39:e plats i tävlingen. I oktober slutade österrikaren på fjärde plats i tävlingen Elk-Heurigen Grand Prix bakom Martin Hacecký, Gerhard Trampusch och Christian Isak.
Inför säsongen 2009 blev Thomas Rohregger anställd av det UCI ProTour-stallet Team Milram och under året deltog han i sin första Grand Tour, Giro d'Italia 2009, och han körde bra under hela tävlingen. I slutändan slutade han på en 29:e placering i tävlingen.